# 氮化氙
Xe(N2)2是一种稳定的范德华力化合物，在高压下由氙和氮反应得到，存在两种结构。

## 制备及结构
氙和氮在高压下（5 GPa）化合，形成I型的Xe(N2)2，将压力升高至14 GPa，发生相变，生成II型的Xe(N2)2。
Xe + 2 N2 → Xe(N2)2
I型的化合物属立方晶系，空间群Fd3m,II型属四方晶系，空间群I41/amd。I型具有C15拉维斯结构，II型具有高压SiS2结构。在45 GPa以上可以发出荧光。

## 其它氮化物
在146 GPa以上，氙和氮反应可以生成XeN6，它是一种高能量密度的氮化物，分子中存在N-N和Xe-N共价键。